# キア・アベラ
アベラ（Avella）は、韓国の起亜自動車が1994年に販売したサブコンパクトカー。

## 概要
2代目フォード・フェスティバのキア版。韓国では初代フェスティバのキア版であるプライドと併売された。また、北米および豪州フォード向けに輸出も行われた（北米ではアスパイアの車名を使用）。
ボディタイプは3/5ドアハッチバックおよびアベラ・デルタ（Avella Delta）と呼ばれるセダンの3種類が用意された。途中のマイナーチェンジで全タイプの名がデルタに統一された。
アベラは1999年に生産を終了し、後継車種としてリオが発売された。